# Антиционистки комитет на съветската общественост
Антиционисткият комитет на съветската общественост (на руски: Антисионистский Комитет Советской Общественности (АКСО)) е обществена организация в СССР, създадена от общественици евреи, в опит да се противопоставят на ционизма, и критикувайки го от позиците на марксизма-ленинизма. Съществува от 24 март 1983 до октомври 1994.
Създаден по инициатива на Юрий Андропов. Занимава се с пропагандаторска и издателска дейност.